# Cymbulia
Genre
Cymbulia est un genre de mollusques gastéropodes marins nectoniques de la famille des Cymbuliidae.

## Systématique
Le genre Cymbulia est décrit en 1810 par les naturalistes français François Péron (1775-1810) et Charles Alexandre Lesueur (1778-1846).

## Description et caractéristiques

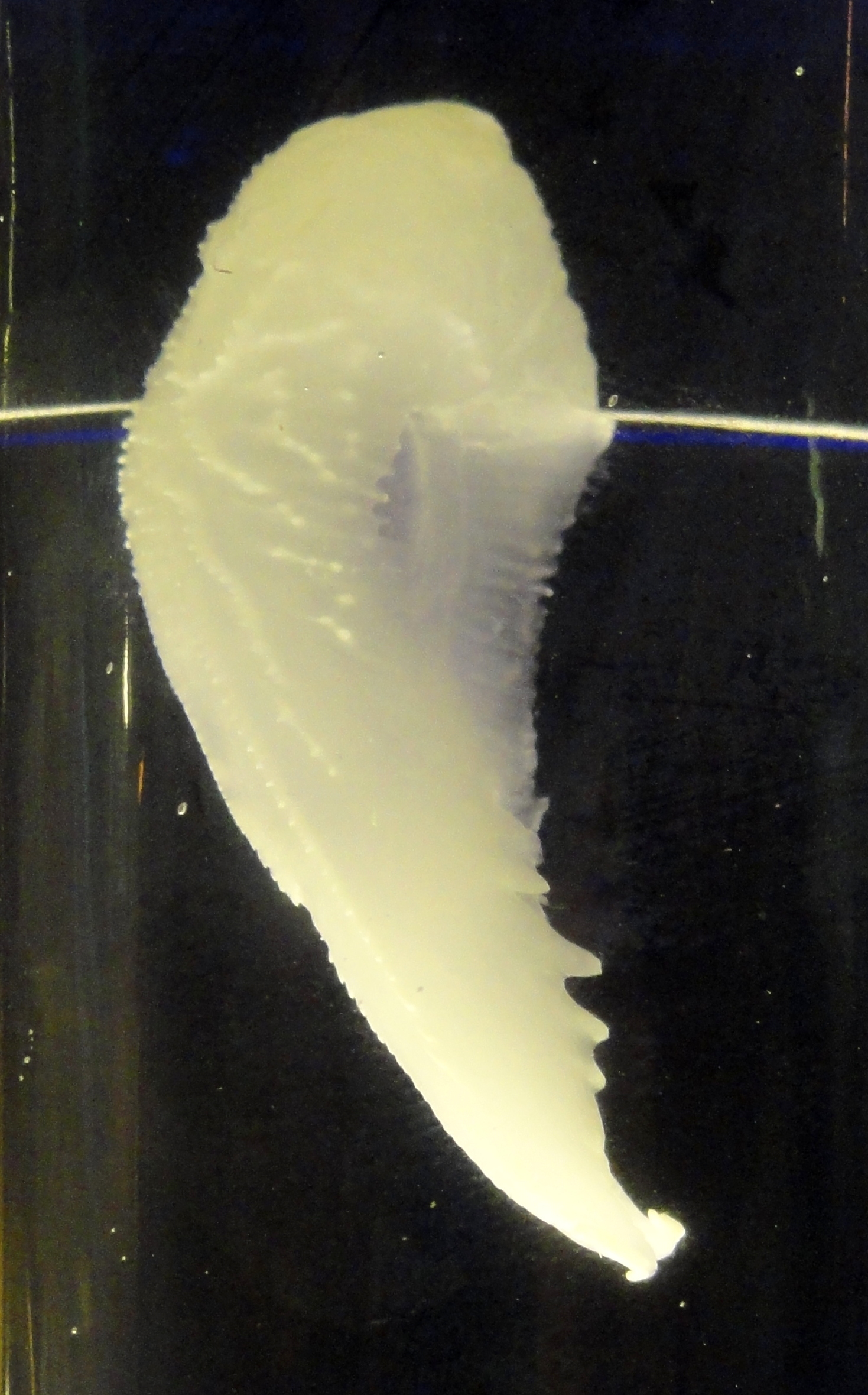
Pseudoconque de Cymbulia peronii.

La coquille, présente à l'état larvaire, est perdue secondairement et remplacée par une pseudo-coquille, la « pseudoconque », de nature cartilagineuse, transparente. Cette pseudoconque présente une adaptation au mode de vie planctonique, car, d'une part, sa densité plus faible confère une meilleure flottabilité à l'animal, et, d'autre part, la transparence constitue une forme de camouflage en milieu marin ouvert.

## Liste des espèces
Selon World Register of Marine Species (22 décembre 2024) :
- Cymbulia parvidentata Pelseneer, 1888
- Cymbulia peronii Blainville, 1818
- Cymbulia sibogae Tesch, 1903
- Cymbulia tricavernosa  F.-S. Zhang, 1964